# Borovnice, Trutnov
Borovnice là một làng thuộc huyện Trutnov, vùng Královéhradecký, Cộng hòa Séc.